# Witold Orzechowski (reżyser)
Witold Orzechowski (ur. 3 października 1941 w Łodzi, zm. 22 kwietnia 2022 w Warszawie) – reżyser filmowy i telewizyjny, scenarzysta.

## Życiorys
Orzechowski ukończył studia na Wydziale Architektury Wnętrz Akademii Sztuk Pięknych w Warszawie (1966), a następnie także na Wydziale Operatorskim PWSFTviT w Łodzi (1970), gdzie obronił dyplom w 1973. Początkowo współpracował z Telewizją Polską, w której pracował jako grafik i dekorator. Był reżyserem oraz scenarzystą filmów takich jak m.in. „Książę sezonu”, „Jej powrót” czy „Wyrok śmierci”. Napisał także scenariusz Kariery Nikodema Dyzmy”. Był także współtwórcą talk-show „Na każdy temat”, emitowanego w telewizji Polsat (1993–2002).

### Życie prywatne
Orzechowski był drugim mężem Beaty Tyszkiewicz. Został pochowany w części katolickiej Starego Cmentarza w Łodzi (kwatera 2-5-12).

## Filmografia
- 1966: „Tandem” – scenariusz
- 1967: „Tandem-Duet” – scenariusz
- 1968: „Wszystko dla pań” – reżyseria
- 1968: „Nadzieje i uczucia” – reżyseria, scenariusz
- 1969: „Wino mszalne” – reżyseria, scenariusz
- 1970: „Książę sezonu” – reżyseria, scenariusz
- 1972: „Droga w świetle księżyca” – reżyseria, scenariusz
- 1975: „Jej powrót” – reżyseria, scenariusz
- 1976: „Osaczony” reżyseria, scenografia
- 1978: „Pamela” – reżyseria, adaptacja
- 1980: „Wyrok śmierci” – reżyseria, scenariusz
- 1980: „Pacjent” – reżyseria
- 1980: „Kariera Nikodema Dyzmy” – scenariusz
- 2016: „Kobiety bez wstydu” – reżyseria, scenariusz, producent

## Publikacje
- „Na każdy temat. Talk show telewizyjny do czytania jako książka” (współautor: Mariusz Szczygieł, 1997)[3]